# Torben Winther
Torben Winther (* 16. Januar 1949 in Holbæk) ist ein dänischer Handballtrainer und ehemaliger Handballspieler. Als Spieler wurde er dänischer Meister und Cupsieger, als Trainer gewann er mit der Dänischen Männer-Handballnationalmannschaft bei den Europameisterschaften 2002 und 2004 die Bronzemedaille.

## Trainerlaufbahn
Torben Winther war von 1982 bis 1986 Trainer der dänischen Männermannschaft von Helsingør FC und von 1986 bis 1989 von SAGA/FIF. In der Saison 1989/90 betreute er die Frauen von Rødovre HK. 1990 kehrte er zum Helsingør IF zurück. Ab 1994 leitete er Roar Roskilde, mit dem er 1995 Pokalsieger wurde. Von 1997 bis 2000 stand er beim Team Helsinge unter Vertrag. Gleichzeitig feierte er mit der dänischen Juniorennationalmannschaft die größten Erfolge. So gewannen sie unter seiner Leitung 1998 die Europameisterschaft und 1999 die Weltmeisterschaft. Daraufhin wurde er im Jahr 2000 zum Cheftrainer der Dänischen A-Nationalmannschaft befördert. Mit der Auswahl erreichte er bei der Europameisterschaft 2002 den 3. Platz, bei der Weltmeisterschaft 2003 den 9. Platz, bei der Europameisterschaft 2004 den 3. Platz und bei der Weltmeisterschaft 2005 den 13. Platz. Anschließend übernahm er Nordsjælland Håndbold. Nach einer Saison wurde er Sportdirektor bei Holbæk Elitesport. Von 2007 bis 2010 trainierte er den schwedischen Klub Ystads IF HF. Ab 2010 war er beim Schweizer Verein HC Kriens-Luzern beschäftigt. Seit 2013 trainiert er die U-18-Mannschaft von TMS Ringsted.